# Eleições municipais em Cuiabá em 1985
As eleições municipais em Cuiabá em 1985 ocorreram em 15 de novembro, como parte das eleições em 201 municípios situados nos 23 estados brasileiros e nos territórios federais do Amapá e Roraima. Foi a primeira eleição da Nova República e a primeira vez onde os cuiabanos escolheram seu prefeito pelo voto direto desde Vicente Vuolo, em 1962. No presente caso foram eleitos o prefeito Dante de Oliveira e o vice-prefeito Estevão Torquato da Silva.
Nascido em Cuiabá, Dante de Oliveira formou-se engenheiro civil pela Universidade Federal do Rio de Janeiro em 1976, elegendo-se vereador de Cuiabá pelo MDB nesse mesmo ano. Durante o curso, fez parte do Movimento Revolucionário Oito de Outubro, organização marxista originária do PCB e destinada a combater o Regime Militar de 1964. Eleito deputado estadual em 1978, seguiu para o PMDB após a restauração do pluripartidarismo em 1980, elegendo-se deputado federal em 1982. Autor da Proposta de Emenda Constitucional Dante de Oliveira, que restabelecia as eleições diretas para presidente da República, votou a favor da mesma em 1984 e em Tancredo Neves no Colégio Eleitoral em 1985. Neste mesmo ano elegeu-se prefeito de Cuiabá, cargo do qual licenciou-se para assumir o cargo de ministro da Reforma Agrária no governo do presidente José Sarney.

## Resultado da eleição para prefeito
De 108.668 eleitores, foram apurados 1.884 votos nulos, 985 votos em branco e 81.153 votos nominais. 24.646 eleitores não compareceram à votação.
| Candidatos a prefeito de Cuiabá | Candidatos a vice-prefeito     | Número | Coligação                | Votação | Percentual |
| ------------------------------- | ------------------------------ | ------ | ------------------------ | ------- | ---------- |
| Dante de Oliveira PMDB          | Estevão Torquato da Silva PMDB | 15     | PMDB (sem coligação)     | 50.732  | 62,51%     |
| Gabriel Novis Neves PDS         | Silva Freire PDT               | 11     | União Popular (PDS, PDT) | 28.167  | 34,71%     |
| Wanderlei Pignati PT            | Edivaldo Josias dos Santos PT  | 13     | PT (sem coligação)       | 2.254   | 2,78%      |
| Fontes:                         |                                |        |                          |         |            |